# Marek (Dawletow)
Marek, imię świeckie Rustam Mirsagitowicz Dawletow (ur. 17 września 1966 w Bakały, Baszkirska ASRR) – rosyjski biskup prawosławny.

## Życiorys
W 1983 r. ukończył szkołę średnią w rodzinnej miejscowości. W 1984 r. rozpoczął studia na Wydziale Sztuki i Grafiki Państwowego Baszkirskiego Instytutu Pedagogicznego, które przerwał po trzech i pół roku. Następnie zamieszkał w Leningradzie, gdzie pracował jako renowator.
W 1990 r. w soborze Trójcy Świętej w Ławrze Aleksandra Newskiego przyjął chrzest z imieniem Gieorgij (Jerzy), ku czci św. Jerzego Zwycięzcy.
W latach 1992–1996 pracował na rzecz różnych monasterów. W 1996 r. wstąpił do Szartomskiego Monasteru św. Mikołaja we Wwiedienju. 28 lutego 1998 r. z rąk arcybiskupa iwanowskiego i kineszemskiego Ambrożego otrzymał święcenia diakońskie. 17 kwietnia 1998 r. złożył wieczyste śluby mnisze z imieniem Marek, ku czci św. Marka Ewangelisty. Miesiąc później został przez arcybiskupa Ambrożego wyświęcony na hieromnicha.
W 2009 r. ukończył studia prawnicze na Państwowym Uniwersytecie Pedagogicznym w Szui. Od 2013 r. zarządzał działem majątkowo-prawnym eparchii szujskiej. W 2017 r. ukończył seminarium duchowne w Iwanowie. Od 14 lipca tegoż roku pełnił czasowo obowiązki namiestnika monasteru Zmartwychwstania Pańskiego i Fiodorowskiej Ikony Matki Bożej w Siergiejewie (w eparchii szujskiej).
Postanowieniem Świętego Synodu został 28 grudnia 2017 r. wybrany na biskupa workuckiego i usińskiego. W związku z tym następnego dnia w cerkwi Wszystkich Świętych Rosyjskich w Monasterze Daniłowskim otrzymał z rąk metropolity petersburskiego i ładoskiego Warsonofiusza godność archimandryty. Chirotonia odbyła się 8 stycznia 2018 r. w Soborze Uspieńskim w Moskwie, pod przewodnictwem patriarchy moskiewskiego i całej Rusi Cyryla.
W 2019 r. otrzymał godność arcybiskupa.